# لويس جويل غريني
لويس جويل غريني هو عالم كيمياء حيوية وأحيائي برازيلي، ولد في 10 أغسطس 1934 في نيويورك في الولايات المتحدة.
1. 1 2 3   http://www.abc.org.br/membro/lewis-joel-greene/. {{استشهاد ويب}}: |url= بحاجة لعنوان (مساعدة) والوسيط |title= غير موجود أو فارغ (من ويكي بيانات) (مساعدة)